# Wintersportzentrum Chanty-Mansijsk
Koordinaten: 60° 59′ 2″ N, 69° 1′ 34″ O
Das Wintersportzentrum Chanty-Mansijsk, benannt nach Alexander Wassiljewitsch Filipenko (russisch Центр зимних видов спорта в Ханты-Мансийске имени А.В. Филипенко, englisch: A.V. Filipenko Winter Sports Center) ist eine Biathlonanlage in Chanty-Mansijsk (Russland). Abwechselnd mit dem Holmenkollen in Oslo fand hier das Biathlon-Weltcup-Finale statt. Ab der Saison 2016/17 soll Tjumen die Wettkämpfe von Chanty-Mansijsk für unbestimmte Zeit übernehmen.

## Geschichte
2003 und 2011 fanden im Nordic Ski Center Biathlon-Weltmeisterschaften statt. Zudem wurden 2005 und 2010 Weltmeisterschaften im Mixed-Team ausgetragen.